# Igła Milówki

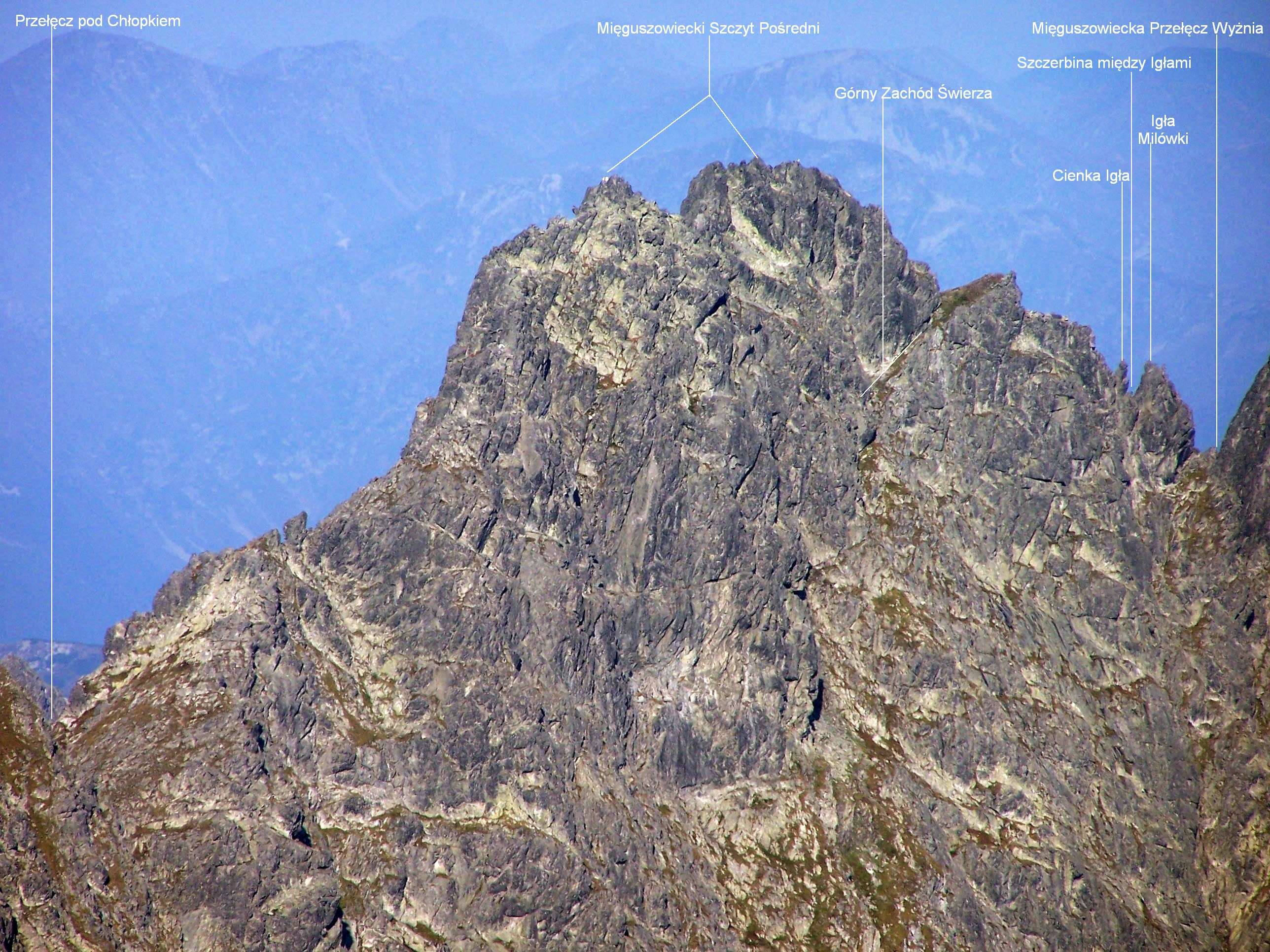

Igła Milówki (słow. Veľká mengusovská ihla) – turnia (2355 m) między Mięguszowiecką Przełęczą Wyżnią (2323 m) a najwyższym, północno-zachodnim wierzchołkiem Mięguszowieckiego Szczytu Pośredniego (2389 m). Znajduje się na granicy polsko-słowackiej w grani głównej Tatr. Blisko przełęczy są tutaj dwie turnie: Igła Milówki i Cienka Igła rozdzielone Szczerbiną między Igłami. Po południowo-wschodniej stronie Cienkiej Igły jest Szczerbina nad Igłami.
Nazwa Igła Milówki ugruntowała się już dawno wśród taterników. Do polskiej literatury wprowadził ją Władysław Cywiński w 10. tomie przewodnika Tatry. Mięguszowieckie Szczyty. Słowacki taternik i tatrolog Arno Puškáš w 7. tomie swojego przewodnika w 1981 r. nadał jej i Cienkiej Igle nazwy Veľká mengusovská ihla i Malá mengusovská ihla. Polska nazwa upamiętnia Adama Milówkę, który w jej okolicy zginął śmiercią tragiczną w sierpniu 1954 r.
Z Igły Milówki na południowy zachód opada na Wielką Mięguszowiecką Ławkę skalne żebro oddzielające żleb spod Mięguszowieckiej Przełęczy Wyżniej od Rynny Komarnickich. Podczas przejścia z Wyżniej Mięguszowieckiej Przełęczy na Pośredni Mięguszowiecki Szczyt można Igłę Milówki obejść po słowackiej stronie (II w skali tatrzańskiej). Można też wejść na nią (V w skali tatrzańskiej, potem łatwe zejście na Szczerbinę między Igłami).

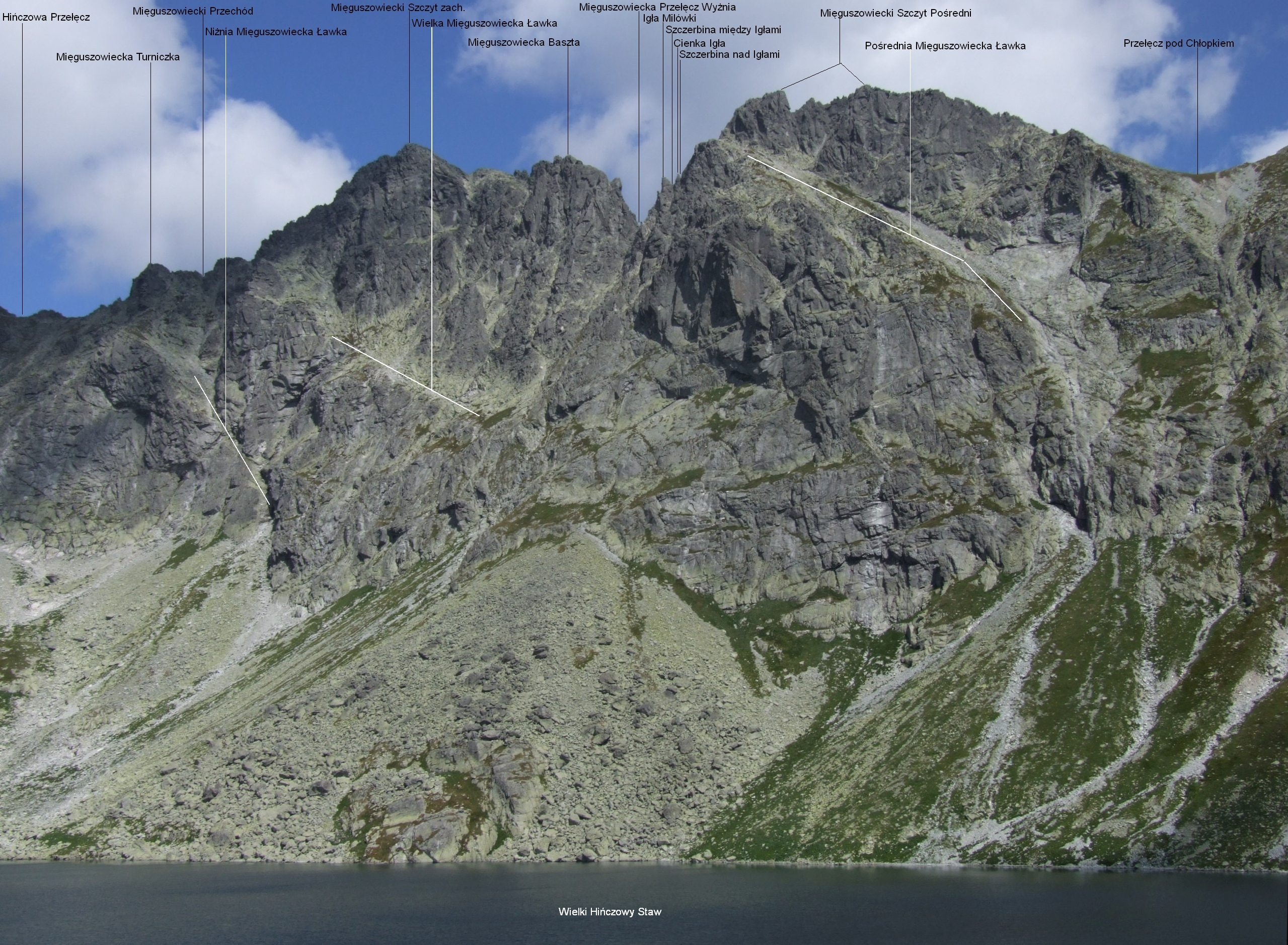
Widok z Doliny Hińczowej